# 寺岡恒一
寺岡 恒一（てらおか こういち、1948年1月25日 - 1972年1月17日）は、日本の新左翼運動家。東京都文京区出身。本籍地は神奈川県横浜市、元住居は川崎市。
芝高等学校卒業。横浜国立大学工学部化学工学科入学。
日本共産党（革命左派）神奈川県委員会に加入し、軍事部門のリーダーとして真岡銃砲店襲撃事件や印旛沼事件などに関与。後に連合赤軍に加わり中央委員となる。山岳ベース事件で連合赤軍委員長の森恒夫に「死刑」を宣告され、メンバーによって殺害された。

## 九・三、四愛知外相訪ソ訪米阻止闘争
1969年、革命左派の愛知外相訪ソ訪米阻止闘争は、九・三米ソ大使館火炎ビン闘争と九・四羽田空港内実力阻止闘争をすることとなった。
寺岡恒一は九・三米ソ大使館火炎ビン闘争に参加し、逮捕された。
逮捕されたメンバーは10人ほどおり、他のメンバーが実刑判決となる中、寺岡は執行猶予となった。この寺岡のみが執行猶予となったことは、後に森恒夫から権力との関係を追及されるきっかけを与える形となった。なお、法定では父親が「親として恒一の責任を負う」と証言し、執行猶予となったことを弁護人は父親の尽力によるものだと語っていた。

## 「総括」での対応
「処刑」前の追及では、森恒夫による「○○と思っただろう」という追及を言われるがままに認め、更に「○○するつもりだった」という告白を行っていた。厳しい追及によって本心ではないことを認めたり告白したりしたとされる。
一方で権力との具体的な接触について追及された際は、これをきっぱりと否定していた。
森恒夫から1969年の九・三、四闘争で逮捕された時に寺岡だけが執行猶予になったのを何故かと問われた際には、叔父に父が手が回した可能性があるかもしれないと答えた以外は、「わからない」と繰り返した。
森恒夫は「処刑」の際、寺岡を「スターリンと同じだ」とした。中ソ論争で中国派（スターリン擁護）の立場にあった元革命左派の永田洋子や坂口弘は、寺岡処刑の理由としてスターリンを持ち出すことに違和感を持ったが、それを森に問うことは無かった。「処刑」前の寺岡への追及においては、スターリン問題と絡めた追及は行われていなかった。

## 「処刑」と死後
寺岡は連合赤軍メンバーらにアイスピックで何度も刺されたうえ、絞殺された。
寺岡の死後、坂口弘らがあさま山荘事件を起こすが、事件時の段階ではまだ警察側は寺岡の死を確認できておらず、寺岡が山荘にいるという誤解が生じたため、犯人の説得役として寺岡の両親も現地に呼び寄せられている。「君たちの理論は正しいかもしれないが、私たちには理解できなかった。大衆の支持も得られなかった。独走してはならない。○○さん（人質）は君たちの姉さんにあたる。かよわい女性に危害を加えてはならない。人間愛があるならまず○○さんを帰すことだ。君たちの評価はこれからの君たちの行動にかかっている」と寺岡が山荘にいると信じて訴える両親らの呼びかけを、寺岡殺害に関与した犯人らはその中でただ聞いていた。

## 寺岡恒一を描いた作品
- 映画『実録・連合赤軍 あさま山荘への道程』(2008年) - 役者:佐生有語。

- 漫画『レッド』(作者:山本直樹、2006-2018年) - 安達幸一のモデル。